# Apucarana
Apucarana – miasto i gmina w Brazylii, w stanie Parana. Znajduje się w mezoregionie Norte Central Paranaense i mikroregionie Apucarana.
W mieście rozwinął się przemysł spożywczy, włókienniczy oraz chemiczny.